# Moonrise Kingdom - Una fuga d'amore
Moonrise Kingdom - Una fuga d'amore (Moonrise Kingdom) è un film del 2012 diretto da Wes Anderson.
Film commedia statunitense sceneggiato dallo stesso regista con Roman Coppola.

## Trama
Isola di New Penzance, New England, 1965. Sam Shakusky è un orfano dodicenne che fa parte dell'associazione fittizia Khaki scout nel Campo Ivanhoe, guidato dall'esploratore veterano Randy Ward. Suzy Bishop invece vive con la sua famiglia composta da tre fratellini, la madre Laura e il padre Walt.
Sam e Suzy si sono incontrati l'estate precedente e hanno cominciato a tenersi in contatto con le lettere, finendo così per innamorarsi e decidendo poi di incontrarsi l'estate successiva per fuggire di nascosto insieme lungo l'antico sentiero dei Chickchaw, una tribù indiana.
Sam evade dal campo scout rubando delle attrezzature e provviste e raggiunge da solo Suzy, che fugge di casa portando con sé il suo gatto, i suoi libri preferiti e il giradischi a pile dei fratelli. La scomparsa dei due giovani scombussola l'intera isola e i signori Bishop partono alla ricerca della figlia con l'aiuto del capitano della polizia Sharp, mentre il capo scout Ward manda gli altri scout sulle tracce di Sam. Alcuni scout raggiungono la coppia di ribelli, che però si difendono e li costringono in ritirata dopo un breve scontro. Sam e Suzy passano poi diversi giorni esplorando e campeggiando negli sperduti spazi aperti di New Penzance con l'obiettivo di raggiungere una baia appartata sull'isola, che i due ribattezzano Moonrise Kingdom. Lì si sistemano in tenda, ballano sulla spiaggia, vanno a nuotare, per poi dormire insieme.
Il mattino dopo però i due vengono raggiunti dal capo scout Ward, dal capitano Sharp e dagli esterrefatti genitori di Suzy. Laura e Walt riportano Suzy a casa e le proibiscono di incontrarsi con Sam, mentre questo viene momentaneamente tenuto dal capitano Sharp finché una rappresentante dei servizi sociali non verrà a ritirarlo per portarlo in un rifugio giovanile, poiché i suoi genitori affidatari non lo vogliono più. I compagni scout di Sam, credendo che sia loro dovere aiutarlo e pentendosi di averlo trattato male, decidono di pianificare una nuova fuga per i due giovani amanti, che si recano a sposarsi con l'aiuto del cugino Ben, un capo scout di un secondo e più grande campeggio dei Khaki scout, controllato dall'anziano comandante Pierce. Anche stavolta però la coppia viene raggiunta da Sharp, Ward e dai coniugi Bishop. Ward è costretto a confessare al comandante Pierce di aver perso stavolta non un solo scout ma l'intera squadra e questi, furioso, lo degrada e ordina agli scout di andare all'inseguimento di Sam e Suzy. Proprio allora si scatena il ciclone che era stato previsto da alcuni giorni e durante la tempesta Pierce viene salvato da Ward dall'inondazione, mentre Sam viene colpito da un fulmine nell'inseguimento.
Sam e Suzy arrivano alla chiesa dove si erano incontrati per la prima volta e dove si sta svolgendo una nuova recita. In quello stesso momento arriva anche la rappresentante dei servizi sociali per portare via Sam, che però oppone resistenza agli adulti e insieme a Suzy si arrampica pericolosamente sul campanile pur di sfuggirle. Solo grazie al coraggio del capitano Sharp, che si assume anche la tutela del ragazzo per risparmiargli l'orfanotrofio, i due giovani innamorati vengono messi in salvo mentre infuria una tempesta catastrofica.

## Produzione

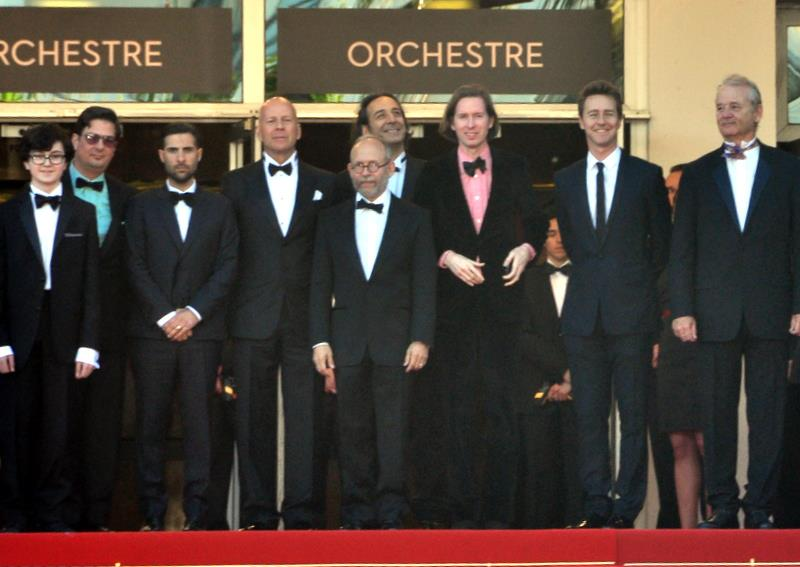
Il cast del film al Festival di Cannes 2012.

Con Moonrise Kingdom il regista Wes Anderson torna a scrivere film in coppia con Roman Coppola, come avvenne sei anni prima con Il treno per il Darjeeling. Per il film Anderson torna anche a collaborare per la sesta volta con il suo attore feticcio Bill Murray, oltre ad avvalersi della partecipazione di attori come Edward Norton, Frances McDormand, Harvey Keitel e Bruce Willis, mentre per il ruolo dei due giovani protagonisti ha scelto gli esordienti Jared Gilman e Kara Hayward. Per la preparazione del ruolo il regista Wes Anderson ha fatto guardare alla protagonista Kara Hayward il film Melody del 1971.
Gli scenari della fittizia New Penzance sono in realtà quelli del Rhode Island negli Stati Uniti, dove sono state girate sia le scene in interni che in esterni del film.

## Colonna sonora
La colonna sonora è composta da Alexandre Desplat. Il repertorio include due composizioni (Cuckoo e Old Abram Brown) di Benjamin Britten, noto per le sue opere per voci bianche. Da notare la presenza di Françoise Hardy quando Suzy sta ascoltando la sua canzone preferita, Le Temps de l'Amour.

### Tracce
1. New York Philharmonic – Themes A-F (The Young Person's Guide to the Orchestra, Op. 34) – 3:23 (musica: Benjamin Britten) – Leonard Bernstein (dir.)
2. Peter Jarvis and His Drum Corps – Camp Ivanhoe Cadence Medley – 1:37 (musica: Mark Mothersbaugh)
3. English Chamber Orchestra – Playful Pizzicato (Simple Symphony, Op.4) – 3:03 (musica: Benjamin Britten)
4. Hank Williams – Kaw-Liga – 2:35 (Fred Rose / Hank Williams)
5. Trevor Anthony – Noye, Noye, Take Thou Thy Company (Noye's Fludde, Op.59) – 6:09 (Benjamin Britten)
6. The Heroic Weather-Conditions of the Universe, Part 1: A Veiled Mist – 3:16 (Alexandre Desplat)
7. The Heroic Weather-Conditions of the Universe, Part 2: Smoke/Fire – 2:53 (Alexandre Desplat)
8. The Heroic Weather-Conditions of the Universe, Part 3: The Salt Air – 2:00 (Alexandre Desplat)
9. Choir of Downside School, Purley – A Midsummer Night's Dream / Act 2 - On the ground, sleep sound – 3:04 (Benjamin Britten)
10. Hank Williams – Long Gone Lonesome Blues – 2:38 (Hank Williams)
11. Volière (Il carnevale degli animali) – 1:19 (musica: Camille Saint-Saëns) – Leonard Bernstein (dir.)
12. Françoise Hardy – Le Temps de l'Amour – 2:24 (Jacques Dutronc / Lucien Morisse / André Salvet)
13. Alexandra Rubner (canto) – An Die Musik, D 547 – 2:28 (Franz Schubert)
14. Hank Williams – Ramblin' Man – 3:04 (Hank Williams)
15. Choir of Downside School, Purley – Old Abram Brown (Songs from Friday Afternoons, Op. 7) – 3:29 (Benjamin Britten)
16. The Heroic Weather-Conditions of the Universe Parts 4-6: Thunder, Lightning, and Rain – 5:01 (Alexandre Desplat)
17. David Pinto – The Spacious Firmament on High (Noye's Fludde, Op.59) – 5:18 (Benjamin Britten)
18. Trevor Anthony – Noye, Take Thy Wife Anone (Noye's Fludde, Op.59) – 2:12 (Benjamin Britten)
19. Fugue: Allegro molto (The Young Person's Guide to the Orchestra, Op. 34) – 3:06 (Benjamin Britten) – Leonard Bernstein (dir.)
20. Choir of Downside School, Purley – Cuckoo! (Songs from Friday Afternoons, Op. 7) – 1:38 (Benjamin Britten)
21. The Heroic Weather-Conditions of the Universe, Part 7: After The Storm – 3:55 (Alexandre Desplat)

Durata totale: 64:32

## Promozione
A giugno 2012 è stato diffuso online il cortometraggio animato che accompagna l'uscita del film, nel quale il regista ha dato vita agli spezzoni dei libri che Suzy legge nel lungometraggio. Il 21 novembre 2012 è stata invece pubblicata sul web la prima clip in italiano del film.

## Distribuzione
È stato presentato il 16 maggio 2012 al Festival di Cannes come film d'apertura della 65ª edizione, mentre il 25 maggio è stato distribuito nelle sale cinematografiche statunitensi dalla Focus Features.
In Italia è distribuito il 5 dicembre 2012 dalla Lucky Red.

### Date di uscita
Le date di uscita sono le seguenti:
- 16 maggio 2012 in Francia e nella Svizzera francese;
- 24 maggio in Germania e nella Svizzera Tedesca;
- 25 maggio in Irlanda, Regno Unito, negli Stati Uniti solo in parte e in Turchia;
- 30 maggio in Belgio;
- 31 maggio in Israele (Mamlehet or ha'yare'ah), Paesi Bassi e Ungheria (Holdfény királyság);
- 1º giugno in Canada e Islanda;
- 6 giugno in Svezia;
- 8 giugno in Norvegia
- 14 giugno in Grecia (O erotas tou feggariou);
- 15 giugno in Spagna;
- 21 giugno in Russia;
- 29 giugno negli Stati Uniti;
- 5 luglio in Portogallo;
- 6 luglio in Repubblica Ceca;
- 2 agosto a Singapore;
- 10 agosto in Estonia e Lituania (Menesienos karalyste);
- 15 agosto in Slovenia (Kraljestvo vzhajajoce lune);
- 30 agosto in Australia, ad Hong Kong e in Nuova Zelanda;
- 6 settembre in Cile;
- 13 settembre in Danimarca;
- 14 settembre in Finlandia;
- 21 settembre in India;
- 12 ottobre in Brasile;
- 18 ottobre in Argentina (Moonrise Kingdom - Un reino bajo la luna);
- 30 novembre in Polonia (Kochankowie z Księżyca);
- 5 dicembre in Italia;
- 7 dicembre in Messico;
- 8 febbraio 2013 in Giappone.

### Divieti
Alcuni elementi del film hanno portato a divieti nei paesi in cui esso è stato distribuito:
- Brasile - Vietato ai minori di 12 anni;
- Canada: Alberta, Columbia Britannica, Manitoba, Ontario - sconsigliata la visione ai minori di 10 anni non accompagnati da un adulto o da un genitore;
- Danimarca - Vietato ai minori di 7 anni;
- Giappone - Vietato ai minori di 12 anni, non accompagnati dai genitori;
- Irlanda - Vietato ai minori di 12 anni non accompagnati;
- Portogallo - Vietato ai minori di 12 anni non accompagnati;
- Regno Unito - Vietato ai minori di 12 anni non accompagnati;
- Singapore - Vietato ai minori di 13 anni, non accompagnati dai genitori;
- Stati Uniti - Vietato ai minori di 13 anni, non accompagnati dai genitori;
- Svezia - Vietato ai minori di 11 anni;
- Svizzera Cantoni Ginevra e Vaud - Vietato ai minori di 10 anni.

## Accoglienza

### Incassi
Il film si è rivelato anche un successo commerciale: infatti a fronte di un budget di circa 16 milioni di dollari ne ha incassati oltre 68 milioni in tutto il mondo di cui 1.580.000 in Italia.

### Critica
Moonrise Kingdom ha ricevuto recensioni molto positive da parte dei critici cinematografici. Rotten Tomatoes riporta che il 93% di 265 recensioni hanno dato al film una recensione positiva, con un voto medio di 8,2 su 10. Su Metacritic il film ha un punteggio ponderato di 84 su 100 sulla base di 43 recensioni.

## Riconoscimenti
Moonrise Kingdom è il primo film di Wes Anderson a venire presentato al Festival di Cannes, di cui ha aperto la 65ª edizione. Thierry Fremaux, delegato generale del festival, ha giustificato questa scelta spiegando che "Wes Anderson è una delle forze nascenti del cinema americano, un regista dal forte tocco personale, soprattutto in Moonrise Kingdom che dimostra ancora una volta la sua libertà creativa in continua evoluzione. Sensibile e indipendente, questo ammiratore di Fellini e Renoir è anche un regista brillante e geniale."
- 2013 - Premio Oscar
  - Candidatura alla migliore sceneggiatura originale a Wes Anderson e Roman Coppola
- 2012 - Gotham Independent Film Awards
  - Miglior film